# Leptotarsus (Tanypremna) clotho
Leptotarsus (Tanypremna) clotho is een tweevleugelige uit de familie langpootmuggen (Tipulidae). De soort komt voor in het Neotropisch gebied.